# Alice Guionnet
Alice Guionnet (24 maggio 1969) è una matematica francese.
È nota per il suo lavoro nella teoria della probabilità, in particolare su grandi matrici casuali.

## Biografia
Guionnet è entrata all'École normale supérieure (Parigi) nel 1989. Ha conseguito il dottorato di ricerca nel 1995 sotto la supervisione di Gérard Ben Arous presso l'Università di Parigi-Sud. I punti focali della sua ricerca accademica possono essere visti nella sua tesi, Dynamique de Langevin d'un verre de spin (Langevin Dynamics of spin glass).
Ha ricoperto incarichi presso il Courant Institute, Berkeley, MIT ed ENS (Parigi). Attualmente è direttrice della ricerca dell'ENS (Lione).

## Lavori
Alice Guionnet è nota per il suo lavoro su matrici casuali di grandi dimensioni. In questo contesto, ha stabilito i principi di grandi deviazioni per le misurazioni empiriche degli autovalori di grandi matrici casuali con Gérard Ben Arous e Ofer Zeitouni, applicando la teoria della concentrazione della misura, ha avviato il rigoroso studio delle matrici con una coda pesante, e ha ottenuto la convergenza della misurazione spettrale di matrici non normali. Ha sviluppato l'analisi delle equazioni di Dyson-Schwinger per ottenere espansioni topologiche asintotiche, e ha studiato i cambiamenti nei beta-modelli e nei limiti casuali. In collaborazione con Alessio Figalli, ha introdotto il concetto di trasporto approssimativo per dimostrare l'universalità delle fluttuazioni locali.
Alice Guionnet ha anche dimostrato risultati significativi in probabilità libere confrontando le entropie di Voiculescu, costruendo con Vaughan Jones e Dimitri Shlyakhtenko una serie di sottofattori da algebre planari di qualsiasi indice, e stabilendo isomorfismi tra le algebre di von Neumann generate da q -Variabili gaussiane dal trasporto libero.

## Distinzioni
L'Istituto di ricerca matematica di Oberwolfach le ha assegnato il premio Oberwolfach nel 1998.
Nel 2003 le è stato assegnato il premio Rollo Davidson per il suo lavoro nella probabilità.
Nel 2006, l'Accademia francese delle scienze le ha assegnato il premio Paul-Émile Doistau Blutet.
Per i suoi contributi, ha vinto il premio Loève 2009.
Nel 2012 è diventata un investigatore di Simons. È stata eletta all'Accademia francese delle scienze nel 2017.[20]
Guinnet è il vincitore del 2018 della medaglia Blaise Pascal in Matematica dell'Accademia europea delle scienze.
Dal 2012 è Cavaliere della Legion d'onore.

## Pubblicazioni
- with Greg W. Anderson and Ofer Zeitouni, Introduction to Random Matrices, Cambridge University Press, 2009
- Large Random Matrices - Readings on Macroscopic Asymptotics, Springer, 2009 (Reading Notes in Mathematics, Summer School of Probability of Saint-Flour 2006)
- "Central limit theorem for nonlinear filtering and interacting particle systems", Annals of Applied probability 9, p. 275-297, 1999
- Dynamique de Langevin d'un verre de spins (Langevin dynamics on spin glass)
- Strong and false asymptotic freedoms of large random matrices
- Laplace, chance and its universal laws, conference of Wednesday, April 6, 2011, National Library of France
- Complex edge mechanisms for the completely asymmetric single exclusion process
- Large deviations and stochastic calculus for large random matrices, Probability Surveys vol. 1, p. 72-172, 2004